# Нанотерапеутика
Нанотерапеутика је област медицине заснована на примени нанотехнологије која има широк утицај на медицинску област. Настала је из нанотехнологије (кoja се бави истраживањем, модификацијом и контролом атомских/молекуларних структура објеката величине између 1–100 nm. Историја ове  новe област науке, датира од 1959. године. Како је нанометар јединица која је  милионити део милиметра, за изразa који потиче од грчких речи нанос (грч. νανος) што значи патуљак и речи метрон (грч. μετρον) у значењу јединица мере.
Последњих година нанотехнологија је револуционисала стратегије здравствене заштите и замислила да има огроман утицај да понуди бољитак у раду здравствених установа. У овом контексту, медицинска нанотерапеутика укључује дизајн, производњу, регулацију и примену терапеутских лекова и уређаја који имају величину у нано опсегу (1-100 nm). Захваљујући револуционарним импликацијама у испоруци лекова и генској терапији, нанотерапеутика је стекла све већи истраживачки интерес у тренутном медицинском сектору савременог света.
Области које предвиђају користи од нано-базираних система за испоруку лекова су рак, шећерна болест, заразне болести, неуродегенеративне болести, поремећаји крви и ортопедски проблеми. 
Развој нанотерапеутике са мултифункционалношћу има значајан потенцијал да попуни празнине које постоје у садашњем терапијском домену. Нанотерапеутика је у области лечења карцинома побољшала пропусност и задржавање лекова чиме су ови лекови ефикасно циљали на захваћена ткива. Полимерни коњугати аспарагиназе, полимерне мицеле паклитаксела су препоручене за различите типове лечења карцинома.
Напредак нанотерапеутике и дијагностике може обезбедити побољшану ефикасност лека са мање или нимало проблема са токсичношћу. Слично терапији и дијагностичко снимање има потенцијалне будуће примене са новијим елементима слике на нано нивоу.

## Основне информације
Нанотерапеутика као грана наномедицине користи широк спектар нанотехнолошких приступа, укључујући бројне биолошке уређаје и нано-биосензоре. Квантни ефекти који се дешавају на нано-нивоу имају утицај на биолошка, хемијска, физичка, оптичка и механичка својства што омогућава научницима да искористе предности таквих феномена. Наномедицина такође укључује новонастајуће концепте и примене молекуларне нанотехнологије за пројектовање нано-машина званих нано-роботи. Биолошки макромолекули и структуре или ксенобиотички хемијски лекови обезбеђују основну радну снагу наноструктурама. Најважнија чињеница о наноматеријалима је да је њихова величина слична многим биолошким макромолекулима који олакшавају употребу наноматеријала ин виво као и ин витро.
Уједињењем нанотехнологије са биолошким материјалом до данас је развијено неколико дијагностичких комплета, аналитичких алата, физиотерапијских апликација и возила за испоруку лекова. Стога, нанотерапеутика као грана медицине има широк обим истраживања и развоја.
За разлику од конвенционалних метода лечења, у овој техници лек се везује за наночестице што му омогућава да делује ефикасније и тачније са мало нежељених ефеката. Нанотерапеутика пружа нове могућности за побољшање безбедности и ефикасности конвенционалних терапеутика.
Имајући у виду напред наведено, различите националне и међународне агенције и фармацеутске компаније улажу велика средства и знање у стварање нових метода испоруке лекова, генских терапија и техника снимања ин виво. Према извештају компаније Grand View Research, Inc., очекује се да ће тржиште нанотерапеутика достићи утрођак средства од 350,8 милијарди долара до 2025. године, што показује значајан утицај нанотерапеутике на глобалну економију.
У данашње време, здравствена индустрија настоји да постигне повећану продуктивност, бољи приступ и већи квалитет лечења уз ниже трошкове. Хронични, озбиљни неуролошки поремећаји као што су рак, шећерна болест, ХИВ/АИДС и срчана обољења представљају изазов за здравствене раднике. Други изазов укључује заразне болести, где конвенционални антимикробни агенси који се користе за њихово лечење развијају нежељене ефекте и вишеструку резистенцију на лекове. Специфичност циља је једна од главних препрека за постизање терапијске ефикасности. Наночестице су се показале као један од логичних и охрабрујућих алата за испоруку лекова на контролисан и циљан начин. У том смислу нанотерапеутика игра значајну улогу у превазилажењу ових изазова јер формуле лекова и других медицинских средстава заснованих на нанотехнологији побољшавају фармакокинетичка својства, биорасположивост и циљање лекова код различитих поремећаја.
Поред превенције и лечења болести, нанотерапеутика има потенцијалне примене у дијагностици, праћењу терапије, откривању лекова, хирургији и испоруци гена користећи молекуларно знање о људском систему.

## Нанотерапеутици као замена за хемотерапеутике
На глобалном нивоу току су бројна клиничка испитивања коњугата полимер-протеина и полимер-лекова, липозомалних формулација, укључујући имунолипозоме, полимерне мицеле и полимерне наночестице. Детаљном анализом установљене су обећавајуће и напредније претклиничке студије полимерних наночестица као носилаца различитих цитотоксичних агенаса за активно и пасивно циљање тумора објављене у последњих 5 година, будући да имају огроман потенцијал у терапији рака, јер  су једна од највише проучаваних нано-платформа у овој области последњих година. Интересовање које су ове формулације у последње време постигле наглашава чињеница да је 90% радова заснованих на терапији рака са полимерним наночестицама објављено у последњих 6 година.

## Токсичност и безбедност нанотерапеутика
Најизазовнији аспект употребе нанотерапеутских производа је акумулација, анализа, класификација и карактеризација безбедносних података о њиховој клиничкој примени. Наноматеријали, који често чине најважнији део нанотехнолошких производа, показују значајне варијације у својој биолошкој активности као и токсичности на основу површинске хемије. Насупрот томе, наночестице представљају огромну опасност по здравље јер су способне да продиру у све делове организма.

## Комерцијализација и вишенаменска примена нанотерапеутика
Нанотерапеутски системи представљају бројне предности са становишта здравствених бенефиција, али њихова комерцијална одрживост и доступност на тржишту морају да одговоре на неке изазове. Могући ризици и препреке обухватају;
- проблеме повећања обима употребе,
- ниску стопу производње,
- недостатак система контроле квалитета,
- употребу нежељених материјала,
- варијације од серије до серије у поновљивости,
- високу цену производње,
- потешкоће у одвајању нуспроизвода,
- проблеме биокомпатибилности и токсичности,
- недовољно знање.